# Egesina javana
Egesina javana là một loài bọ cánh cứng trong họ Cerambycidae.